# Velika Ilova
Velika Ilova (cyr. Велика Илова) – wieś w Bośni i Hercegowinie, w Republice Serbskiej, w gminie Prnjavor. W 2013 roku liczyła 699 mieszkańców.